# Christianus Tarter
Christianus Tarter (även Tartorius, eller Germano Turingius), död 19 november 1641 i Norrköping, var en svensk präst.

## Biografi
Tarter blev juni 1622 student vid Uppsala universitet. Han blev omkring 1632 kyrkoherde i Tyska församlingen i Norrköping. Tarter höll 20 november 1632 den första predikan på tyska i Norrköping. Han var även rektor vid Tyska skolan i Norrköping. Tarter avled 19 november 1641 i Norrköping.

### Familj
Tarter var gift med en kvinna. De fick tillsammans barnen Christopher och Gustaf.